# 올더숏역
올더숏역(Aldershot Station)은 캐나다 온타리오주 벌링턴에 위치해있는 기차역으로, GO 트랜싯의 레이크쇼어 웨스트선 통근열차와 광역버스, VIA 철도의 윈저-토론토 열차가 정차하며 벌링턴 교통 및 해밀턴 노면 철도의 시내버스가 정차한다.

## 위치
올더숏역은 벌링턴 남서쪽에 있는 동네인 올더숏에 위치해있으며, 해밀턴 북쪽에 있는 동네인 워터다운과도 인접해있다. 403번 고속도로와 워터다운 로드에 위치해있는 이 역은 나이아가라폴스와 윈저 방면 열차의 분기역이다. 선로상으로는 캐나다 내셔널 철도 (CN) 오크빌선 웨스트하버역 및 벌링턴역 사이 34.6마일 (55.7km) 지점에 위치해있다. 역 동쪽으로는 CN 홀턴선이 오크빌선에서 분기하여 조지타운에 있는 궬프선 분기점까지 이어진다. 역 서쪽으로는 캐나다에서 가장 바쁜 철도 분기점 중 한 곳인 베이뷰 분기점이 있으며, 이곳에서 CN 던다스선이 오크빌선에서 분기하여 브랜트퍼드를 거쳐 런던, 윈저까지 이어진다. 나이아가라폴스 방면으로 베이뷰 분기점을 지나면 캐나다 태평양 철도 (CP) 해밀턴선으로 또 분기하는데, 이곳으로 레이크쇼어 웨스트선 통근열차가 해밀턴 GO 센터로 향한다.

## 역사
올더숏역은 1854년에 그레이트 웨스턴 철도의 워터다운역 (Waterdown Station)으로 개통하였으며, 베이뷰 분기점에서 동쪽으로 토론토 방면 첫 기차역이었다. 역 구조는 대합실과 화물실, 역장실로 이루어져있는 단촐한 목조 건물이었다. 역 이름은 워터다운이라는 동네에서는 조금 떨어져있었지만, 그 동네로 이어지는 도로인 워터다운 로드와 인접해있기 때문에 워터다운이라고 지어졌다. 워터다운역이 지어진 지 몇십 년이 지난 1882년, 그레이트 웨스턴 철도는 그랜드 트렁크에 인수되었다.
올더숏역을 지나가던 이 철도 노선은 토론토에서 해밀턴 사이를 운행하는 통근열차 뿐만 아니라 토론토에서 미국으로 이어지는 국제열차도 자주 운행하였다. 1896년, 토론토, 해밀턴 & 버팔로 철도는 그랜드 트렁크의 철도 노선을 경유하여 토론토 유니언역까지 열차 운행권을 획득하였는데, 열차 대부분은 모기업인 캐나다 태평양 철도와 뉴욕 센트럴 철도의 기관차와 객차 등을 활용하였다.
그랜드 트렁크는 1900년대 초반에 기존 그레이트 웨스턴 철도의 역사를 새로 교체하였다. 신역사는 그랜드 트렁크의 일반 건축 양식을 따르지는 않지만 이 당시 근처에 지어진 사우스파크데일역이나 던다스역과 비슷하게 지어졌다. 몇 년 뒤인 1912년, 캐나다 태평양 철도는 워터다운에 새로운 역을 지었고 그랜드 트렁크 철도역은 올더숏역으로 이름을 변경하였다. 11년이 지난 1923년, 그랜드 트렁크는 캐나다 내셔널 철도에 인수되었다.
1950년대 이후로 승객이 감소하던 올더숏역은 1978년에 문을 닫았고 1980년대에는 기존 역사가 철거되었다. 하지만 올더숏역 철거에 반발한 지역 주민들은 벌링턴역 구역사의 철거를 막기 위해 역 보존에 적극 힘을 썼다. GO 트랜싯이 지은 현재 건물은 1992년에 지어졌고, 이 역에는 GO 트랜싯, VIA 철도와 암트랙 열차가 정차한다.
2021년에는 올더숏역에 주박선이 하나 추가되면서 해밀턴까지 더 많은 통근열차가 운행하게 되었다. 이에 따라 레이크쇼어 웨스트선 열차가 매일 1시간 간격으로 웨스트하버역에서 유니언역까지 운행하게 되었고, 해밀턴과 토론토를 오가는 승객들은 올더숏역에서 버스로 갈아탈 필요가 없게 되어 20분 정도의 시간을 절약하였다. 메트로링스는 앞으로도 통근열차 평시 운행을 컨페더레이션역까지 연장하고 나이아가라 지역에도 열차를 추가 운행하기 위해 주박선을 노선 곳곳에 설치할 예정이다.

## 시설
올더숏역은 직원이 상주하는 유인역으로, GO 트랜싯 매표소는 평일 오전 6시부터 오후 8시 45분까지, 주말과 공휴일에는 오전 6시 30분부터 오후 8시 45분까지 개방한다. 매표소에서는 프레스토 카드를 구매, 충전하는 것은 물론 어린이, 노인 및 학생용 카드로 설정할 수 있다. 역 안에 있는 자동판매기에서는 프레스토 카드를 충전하거나 일회용 티켓을 구매할 수 있다. 이 외에도 프레스토 카드 단말기에서는 신용카드, 체크카드 및 모바일 페이를 통해 통근열차 요금을 지불할 수 있다. 또한 스마트폰으로 GO 트랜싯 홈페이지에서 이티켓 (e-ticket)을 구매해 출발 5분 전에 사용하는 방법도 있다. 하지만 VIA 철도나 암트랙 표는 이 역에서 구매할 수 없으며, 표를 구매하려면 인터넷, 전화 또는 모바일 앱을 통해 예약해야 한다.
역 내부에는 매표소, 대합실, 화장실, 공중전화, 매점, 와이파이 등이 있으며, 건물과 승강장은 지하도와 계단, 엘리베이터로 이어져있다.
올더숏역에는 주차장이 두 곳이 있는데, 선로 북쪽에 있는 북부 주차장은 934대 규모의 주차 공간이 있으며, 남부 주차장은 705대 규모이다. 올더숏역을 자주 이용하는 승객은 주차 공간을 사전에 예약할 수 있으며, 이 역까지 카풀해서 가는 승객들을 위한 전용 주차 공간도 마련되어있다. 올더숏역까지 자전거를 타고 가는 승객들을 위해 자전거 거치대도 마련되어있다. 역까지 마중 나오는 운전자들을 위한 정차 공간이 역 남쪽에 위치해있다.
버스 승강장은 선로 북쪽에 위치해있다. 이곳에는 나이아가라폴스, 브랜트퍼드, 해밀턴으로 이어지는 GO 트랜싯의 광역버스와, 워터다운으로 이어지는 해밀턴 노면 철도의 시내버스, 벌링턴역과 올더숏역, 해밀턴 시내를 잇는 벌링턴 교통의 시내버스가 정차한다.

## 운행 계통
올더숏역은 GO 트랜싯 레이크쇼어 웨스트 선의 평상시 종착역이며, 이 역에서 버스가 해밀턴 GO 센터와 브랜트퍼드 버스 터미널까지 운행한다. 평일 오후 러시 아워에는 토론토 유니언역에서 출발한 열차가 올더숏역을 정차해 4대는 해밀턴 GO 센터로, 2대는 웨스트하버역까지 운행한다.
이 역은 또한 VIA 철도 열차가 토론토와 윈저 구간을 운행하며 VIA 철도와 암트랙이 공동으로 운행하는 메이플 리프 열차는 토론토에서 나이아가라폴스를 경유해 뉴욕까지 가며 하루에 토론토 방면 1회, 뉴욕 방면 1회씩 정차한다.
한편 벌링턴역과 해밀턴 시내간을 운행하는 벌링턴 교통국의 1X번 플레인스 버스가 이 역에 정차하며 해밀턴 노면 철도의 18번 버스 또한 평일 러시 아워에 한해 해밀턴의 워터다운 지역을 운행한다.

## 버스 연결편
올더숏역에 정차하는 버스는 아래와 같다. 2022년 3월 14일부터 새로운 환승 정책으로 GO 트랜싯과 벌링턴 및 해밀턴 시내버스 간 환승 시 환승 할인이 적용되며 시내버스 요금은 차감되지 않는다.

### GO 트랜싯
| 노선 | 노선                | 노선                   | 종점                   | 종점 | 종점                 | 경유지 | 기준일          | 비고 |
| ---- | ------------------- | ---------------------- | ---------------------- | ---- | -------------------- | --- | --------------- | --- |
| 15   | 브랜트퍼드 / 벌링턴 | Brantford / Burlington | 브랜트퍼드 버스 터미널 | ↔    | 올더숏역             | 맥마스터 대학교 · 맥마스터 이노베이션 파크 · 웨인 그레츠키 / 헨리 · 브랜트퍼드 버스 터미널                                                                                  | 2023년 6월 24일 | |
| 17   | 워털루 / 해밀턴     | Waterloo / Hamilton    | 워털루 대학교          | ↔    | 해밀턴 GO 센터       | - 해밀턴 방면: 맥마스터 대학교 · 해밀턴 GO 센터 - 워털루 방면: 브록 / 매클레인 · 궬프 대학교 · 궬프 센트럴역 · 빅토리아 / 프레데릭 · 윌프리드 로리에 대학교 · 워털루 대학교 | 2023년 6월 24일 | |
| 18   | 레이크쇼어 웨스트   | Lakeshore West         | 해밀턴 GO 센터         | ↔    | 올더숏역             | 메인 / 롱우드 · 해밀턴 GO 센터 | 2023년 6월 24일 | |
| 18A  | 레이크쇼어 웨스트   | Lakeshore West         | 웨스트하버역           | ↔    | 유니언역 버스 터미널 | - 토론토 방면: 벌링턴역 · 애플비역 · 브론티역 · 오크빌역 · 유니언역 버스 터미널 - 해밀턴 방면: 메인 / 롱우드 · 해밀턴 GO 센터 · 웨스트하버역                                | 2023년 6월 24일 | |
| 18B  | 레이크쇼어 웨스트   | Lakeshore West         | 해밀턴 GO 센터         | →    | 유니언역 버스 터미널 | 벌링턴역 · 오크빌역 · 클락슨역 · 포트크레딧역 · 유니언역 버스 터미널 | 2023년 6월 24일 | |
| 18C  | 레이크쇼어 웨스트   | Lakeshore West         | 해밀턴 GO 센터         | ←    | 유니언역 버스 터미널 | 메인 / 롱우드 · 해밀턴 GO 센터 | 2023년 6월 24일 | 18C번 버스를 타고 해밀턴 시내로 가는 경우 운전기사에게 정차를 요청해야하며, 정차 요청이 없는 경우 올더숏역에 종착한다. |
| 18F  | 레이크쇼어 웨스트   | Lakeshore West         | 해밀턴 GO 센터         | ←    | 유니언역 버스 터미널 | 메인 / 롱우드 · 해밀턴 GO 센터 | 2023년 6월 24일 | 18F번 버스를 타고 해밀턴 시내로 가는 경우 운전기사에게 정차를 요청해야하며, 정차 요청이 없는 경우 올더숏역에 종착한다. |
| 18G  | 레이크쇼어 웨스트   | Lakeshore West         | 해밀턴 GO 센터         | →    | 유니언역 버스 터미널 | 벌링턴역 · 오크빌역 · 유니언역 버스 터미널 | 2023년 6월 24일 | |
| 18J  | 레이크쇼어 웨스트   | Lakeshore West         | 웨스트하버역           | →    | 유니언역 버스 터미널 | 벌링턴역 · 애플비역 · 브론티역 · 오크빌역 · 클락슨역 · 포트크레딧역 · 유니언역 버스 터미널                                                                                  | 2023년 6월 24일 | |
| 18K  | 레이크쇼어 웨스트   | Lakeshore West         | 브록 대학교            | ↔    | 올더숏역             | 메인 / 롱우드 · 해밀턴 GO 센터 · 웨스트하버역 · 센테니얼 / QEW · 카사블랑카 / QEW · 온타리오 / QEW · 세인트캐서린스역 · 브록 대학교                                         | 2023년 6월 24일 | |

### 벌링턴 교통국
|  |  |  |

|  |  |  |

|  |  |  |

|  |  |  |

|  |  |  |

|  |  |  |

|  |  |  |

|  |  |  |

|  |  |  |

|  |  |  |

|  |  |  |

|  |  |  |  |  |

|  |  |  |

|  |  |  |

| 틴투어 |
| 세네카 |

|  |  |  |

|  |  |  |

|  |  |  |

|  |  |  |

|  |  |  |

|  |  |  |

|  |  |  |

|  |  |  |

|  |  |  |

|  |  |  |

|  |  |  |

|  |  |  |

|  |  |  |

|  |  |  |

|  |  |  |

|  |  |  |

|  |  |  |

|  |  |  |

|  |  |  |

|  |  |  |

|  |  |  |

|  |  |  |

|  |  |  |

|  |  |  |

|  |  |  |  |  |

|  |  |  |

|  |  |  |

| 틴투어 |
| 세네카 |

|  |  |  |

|  |  |  |

|  |  |  |

|  |  |  |

|  |  |  |

|  |  |  |

|  |  |  |

|  |  |  |

|  |  |  |

|  |  |  |

|  |  |  |

|  |  |  |

|  |  |  |

|  |  |  |

|  |  |  |

|  |  |  |

|  |  |  |

|  |  |  |

|  |  |  |

|  |  |  |

|  |  |  |

|  |  |  |

|  |  |  |

|  |  |  |

|  |  |  |  |  |

|  |  |  |

|  |  |  |

| 틴투어 |
| 세네카 |

|  |  |  |

|  |  |  |

|  |  |  |

|  |  |  |

|  |  |  |

|  |  |  |

|  |  |  |

|  |  |  |

|  |  |  |

|  |  |  |

|  |  |  |

|  |  |  |

|  |  |  |

|  |  |  |

|  |  |  |

|  |  |  |

|  |  |  |

|  |  |  |

|  |  |  |

|  |  |  |

|  |  |  |

|  |  |  |

|  |  |  |

|  |  |  |

|  |  |  |  |  |

|  |  |  |

|  |  |  |

| 틴투어 |
| 세네카 |

|  |  |  |

|  |  |  |

|  |  |  |

|  |  |  |

|  |  |  |

|  |  |  |

|  |  |  |

|  |  |  |

|  |  |  |

|  |  |  |

|  |  |  |

|  |  |  |

|  |  |  |

|  |

|  |

|  |  |  |

|  |  |  |

|  |  |  |  |  |

|  |  |  |  |  |

|  |  |  |  |  |

|  |  |  |  |  |

|  |  |  |  |  |

|  |  |  |  |  |

|  |  |  |

|  |  |  |  |  |

|  |  |  |

|  |  |  |

|  |  |  |

|  |

|  |

|  |

|  |  |  |

|  |  |  |

|  |  |  |  |  |

|  |  |  |  |  |

|  |  |  |  |  |

|  |  |  |  |  |

|  |  |  |  |  |

|  |  |  |  |  |

|  |  |  |

|  |  |  |  |  |

|  |  |  |

|  |  |  |

|  |  |  |

|  |

|  |

|  |

|  |  |  |

|  |  |  |

|  |  |  |  |  |

|  |  |  |  |  |

|  |  |  |  |  |

|  |  |  |  |  |

|  |  |  |  |  |

|  |  |  |  |  |

|  |  |  |

|  |  |  |  |  |

|  |  |  |

|  |  |  |

|  |  |  |

|  |

|  |

|  |

|  |  |  |

|  |  |  |

|  |  |  |  |  |

|  |  |  |  |  |

|  |  |  |  |  |

|  |  |  |  |  |

|  |  |  |  |  |

|  |  |  |  |  |

|  |  |  |

|  |  |  |  |  |

|  |  |  |

|  |  |  |

|  |  |  |

|  |

### 해밀턴 노면 철도
|  |  |  |

|  |  |  |  |  |

|  |  |  |  |  |

|  |  |  |  |  |

|  |  |  |  |  |

|  |  |  |  |  |

|  |  |  |  |  |

|  |  |  |  |  |

|  |  |  |  |  |

|  |  |  |  |  |

|  |  |  |  |  |

|  |  |  |

|  |  |  |

|  |  |  |

|  |

| 해밀턴 |
| 벌링턴 |

|  |

|  |  |  |

|  |  |  |  |  |

|  |  |  |

|  |  |  |

|  |  |  |

|  |  |  |

|  |  |  |  |  |

|  |  |  |  |  |

|  |  |  |  |  |

|  |  |  |  |  |

|  |  |  |  |  |

|  |  |  |  |  |

|  |  |  |  |  |

|  |  |  |  |  |

|  |  |  |  |  |

|  |  |  |  |  |

|  |  |  |

|  |  |  |

|  |  |  |

|  |

| 해밀턴 |
| 벌링턴 |

|  |

|  |  |  |

|  |  |  |  |  |

|  |  |  |

|  |  |  |

|  |  |  |

|  |  |  |

|  |  |  |  |  |

|  |  |  |  |  |

|  |  |  |  |  |

|  |  |  |  |  |

|  |  |  |  |  |

|  |  |  |  |  |

|  |  |  |  |  |

|  |  |  |  |  |

|  |  |  |  |  |

|  |  |  |  |  |

|  |  |  |

|  |  |  |

|  |  |  |

|  |

| 해밀턴 |
| 벌링턴 |

|  |

|  |  |  |

|  |  |  |  |  |

|  |  |  |

|  |  |  |

|  |  |  |

|  |  |  |

|  |  |  |  |  |

|  |  |  |  |  |

|  |  |  |  |  |

|  |  |  |  |  |

|  |  |  |  |  |

|  |  |  |  |  |

|  |  |  |  |  |

|  |  |  |  |  |

|  |  |  |  |  |

|  |  |  |  |  |

|  |  |  |

|  |  |  |

|  |  |  |

|  |

| 해밀턴 |
| 벌링턴 |

|  |

|  |  |  |

|  |  |  |  |  |

|  |  |  |

|  |  |  |

|  |  |  |

## 인접한 역
| CN 던다스선 · 오크빌선         | CN 던다스선 · 오크빌선                        | CN 던다스선 · 오크빌선 |
| ------------------------------ | --------------------------------------------- | ---------------------- |
| 브랜트퍼드 윈저 방면           | VIA 철도 윈저 - 토론토                        | 오크빌 토론토 방면     |
| CP 해밀턴선 · CN 오크빌선      |                                               |                        |
| 해밀턴 방면                    | GO 트랜싯 레이크쇼어 웨스트선 본선            | 벌링턴 유니언 방면     |
| CN 오크빌선                    |                                               |                        |
| 웨스트하버 나이아가라폴스 방면 | GO 트랜싯 레이크쇼어 웨스트선 나이아가라 지선 | 벌링턴 유니언 방면     |
| 그림스비 뉴욕 방면             | VIA 철도 · 암트랙 메이플 리프                 | 오크빌 토론토 방면     |